# 弓杜父魚屬
弓杜父魚屬（学名：Sigmistes）为杜父鱼科的一个属。

## 下属物种
本属包括以下物种：
- 莖狀弓杜父魚 Sigmistes caulias Rutter, 1898
- 史氏弓杜父魚 Sigmistes smithi Schultz, 1938